# Cerasoma cerasus
Cerasoma cerasus is een keversoort uit de familie zwartlijven (Tenebrionidae). De wetenschappelijke naam van de soort is voor het eerst geldig gepubliceerd in 1989 door S. Endrödy-Younga.